# Villanázar (kommunhuvudort)
Villanázar är en kommunhuvudort i Spanien.   Den ligger i provinsen Provincia de Zamora och regionen Kastilien och Leon, i den nordvästra delen av landet, 240 km nordväst om huvudstaden Madrid. Villanázar ligger 707 meter över havet och antalet invånare är 355.
Terrängen runt Villanázar är platt. Runt Villanázar är det glesbefolkat, med 19 invånare per kvadratkilometer. Närmaste större samhälle är Benavente, 9,0 km öster om Villanázar. Trakten runt Villanázar består till största delen av jordbruksmark.